# 済信
済信（さいじん・せいじん、天暦8年1月30日（954年3月7日） - 長元3年6月11日（1030年7月14日））は、平安時代中期の真言宗の僧。父は左大臣源雅信（敦実親王という説もある）。真言院僧正・北院大僧正・仁和寺僧正・観音院僧正とも称される。
雅慶に師事して真言密教を学び、法相教学も兼習している。989年（永祚元年）寛朝に灌頂を受け、権律師に任じられた。以後、東大寺別当・勧修寺長吏・東寺長者法務を歴任している。1019年（寛仁3年）大僧正に至り翌1020年（寛仁4年）僧として初めての牛車宣旨をうけた。灌頂大会や修法の導師を多くつとめ、1027年（万寿4年）には藤原道長の葬儀における導師を勤めた。弟子（付法）に延尋・性信入道親王・念縁・賢尋・永照らがいる。